# Вінфілд (Айова)
Вінфілд (англ. Winfield) — місто (англ. city) в США, в окрузі Генрі штату Айова. Населення — 1033 особи (2020).

## Географія
Вінфілд розташований за координатами 41°7′33″ пн. ш. 91°26′17″ зх. д. / 41.12583° пн. ш. 91.43806° зх. д. (41.125855, -91.438096).  За даними Бюро перепису населення США в 2010 році місто мало площу 2,72 км², уся площа — суходіл.

## Демографія
Згідно з переписом 2010 року, у місті мешкали 1134 особи в 437 домогосподарствах у складі 302 родин. Густота населення становила 417 осіб/км².  Було 482 помешкання (177/км²).
Расовий склад населення:
| - 96,8 % — білих - 1,1 % — чорних або афроамериканців - 0,5 % — азіатів - 0,2 % — корінних американців |

До двох чи більше рас належало 0,9 %. Частка іспаномовних становила 1,4 % від усіх жителів.
За віковим діапазоном населення розподілялося таким чином: 27,2 % — особи молодші 18 років, 54,9 % — особи у віці 18—64 років, 17,9 % — особи у віці 65 років та старші. Медіана віку мешканця становила 39,4 року. На 100 осіб жіночої статі у місті припадало 97,2 чоловіків;  на 100 жінок у віці від 18 років та старших — 87,1 чоловіків також старших 18 років.
Середній дохід на одне домашнє господарство  становив 52 676 доларів США (медіана — 41 875), а середній дохід на одну сім'ю — 58 932 долари (медіана — 50 156). Медіана доходів становила 41 250 доларів для чоловіків та 29 805 доларів для жінок. За межею бідності перебувало 10,3 % осіб, у тому числі 17,7 % дітей у віці до 18 років та 6,4 % осіб у віці 65 років та старших.
Цивільне працевлаштоване населення становило 433 особи. Основні галузі зайнятості: освіта, охорона здоров'я та соціальна допомога — 39,5 %, виробництво — 20,8 %, роздрібна торгівля — 9,2 %, транспорт — 6,5 %.